# Vláda Konrada Hohenloheho

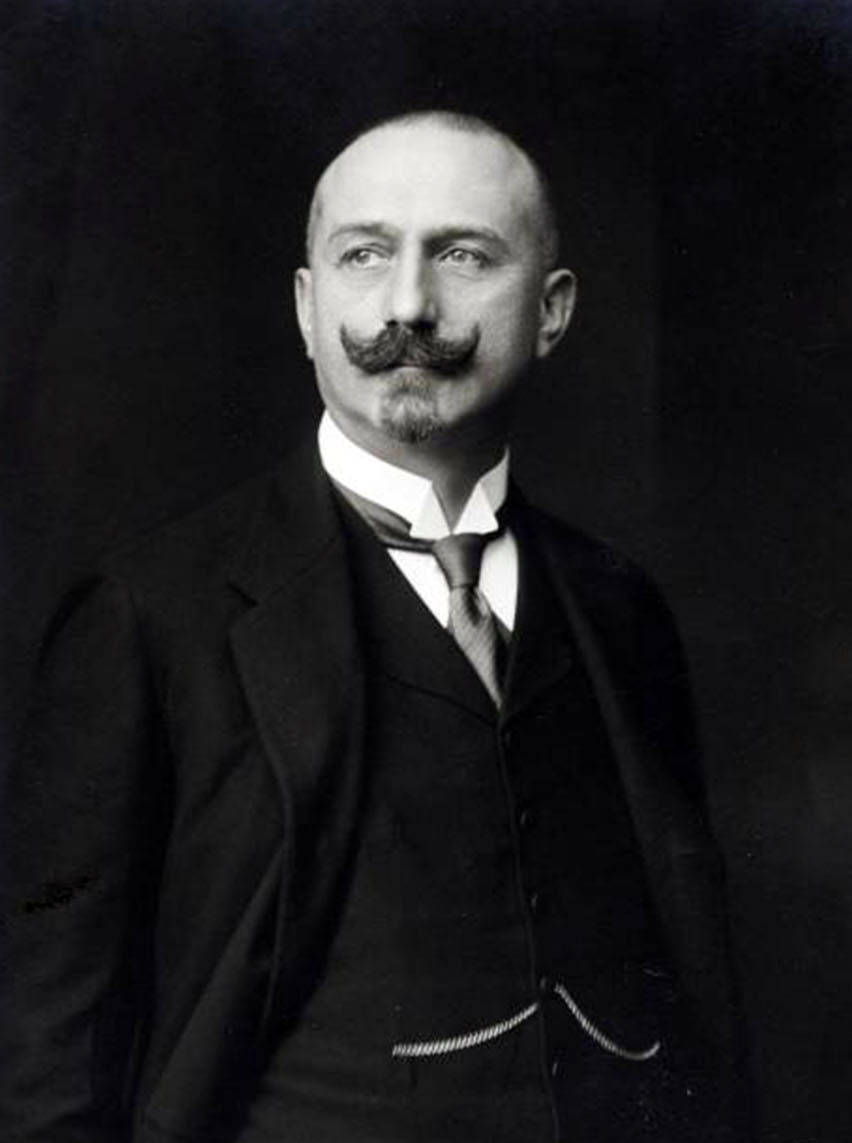
Ministerský předseda Konrad Hohenlohe-Waldenburg-Schillingsfürst

Vláda Konrada Hohenloheho byla předlitavská vláda, úřadující od 2. května 1906 do 28. května 1906. Sestavil ji Konrad Hohenlohe-Waldenburg-Schillingsfürst poté, co skončila předchozí druhá vláda Paula Gautsche.

## Dobové souvislosti a činnost vlády
Vláda Konrada Hohenloheho nastoupila ve chvíli, kdy do svého závěru spěla jednání o volební reformě, v jejímž rámci mělo být v Předlitavsku zavedeno všeobecné a rovné volební právo. Složitá parlamentní jednání o detailní podobě reformy (včetně politicky citlivých otázek stanovení volebních obvodů) ovšem nebyla hladká a vedla v květnu 1906 k demisi druhé vlády Paula Gautsche.
Jedinou změnou bylo obsazení postu předsedy vlády, řadoví ministři setrvali na svých postech z předchozího kabinetu. Konrad Hohenlohe měl mít coby bývalý místodržitel Terstu a šlechtic s demokratickými názory (dokonce byl přezdíván rudým princem) předpoklady pro úspěšné dokončení prací na nových volebních zákonech. Očekávalo se, že jeho osoba utlumí očekávané námitky proti reformě z řad konzervativní pravice a šlechty. Jeho vláda ale po pouhých několika týdnech podala demisi. Důvodem nebylo ani tak selhání v otázce volební reformy, nýbrž neúspěch v jednáních o finančním vyrovnání mezi oběma polovinami monarchie. Volební reformu dopracovala až následující vláda Maxe Becka.

## Složení vlády
| Resort                              | Ministr                                               | Nástup do funkce | Konec funkce    |
| ----------------------------------- | ----------------------------------------------------- | ---------------- | --------------- |
| ministerský předseda                | Konrad Hohenlohe-Waldenburg-Schillingsfürst           | 2. května 1906   | 28. května 1906 |
| ministr vnitra                      | Konrad Hohenlohe-Waldenburg-Schillingsfürst (správce) | 2. května 1906   | 28. května 1906 |
| ministr financí                     | Mansuet Kosel                                         | 2. května 1906   | 28. května 1906 |
| ministr kultu a vyučování           | Richard von Bienerth                                  | 2. května 1906   | 28. května 1906 |
| ministr spravedlnosti               | Franz Klein                                           | 2. května 1906   | 28. května 1906 |
| ministr obchodu                     | Leopold von Auersperg                                 | 2. května 1906   | 28. května 1906 |
| ministr zemědělství                 | Ferdinand Maria Heinrich von Buquoy                   | 2. května 1906   | 28. května 1906 |
| ministr zeměbrany                   | Franz Xaver von Schönaich                             | 2. května 1906   | 28. května 1906 |
| ministr železnic                    | Ludwig Wrba                                           | 2. května 1906   | 28. května 1906 |
| ministr pro haličské záležitosti    | Leonard Piętak                                        | 2. května 1906   | 28. května 1906 |
| český ministr-krajan                | Antonín Randa                                         | 2. května 1906   | 28. května 1906 |
| společní ministři Rakouska-Uherska: |                                                       |                  |                 |
| * ministr zahraničí                 | Agenor Gołuchowski                                    | 2. května 1906   | 28. května 1906 |
| * ministr války                     | Heinrich von Pitreich                                 | 2. května 1906   | 28. května 1906 |
| * ministr financí                   | István Burián                                         | 2. května 1906   | 28. května 1906 |